# Wacław Szymanowski

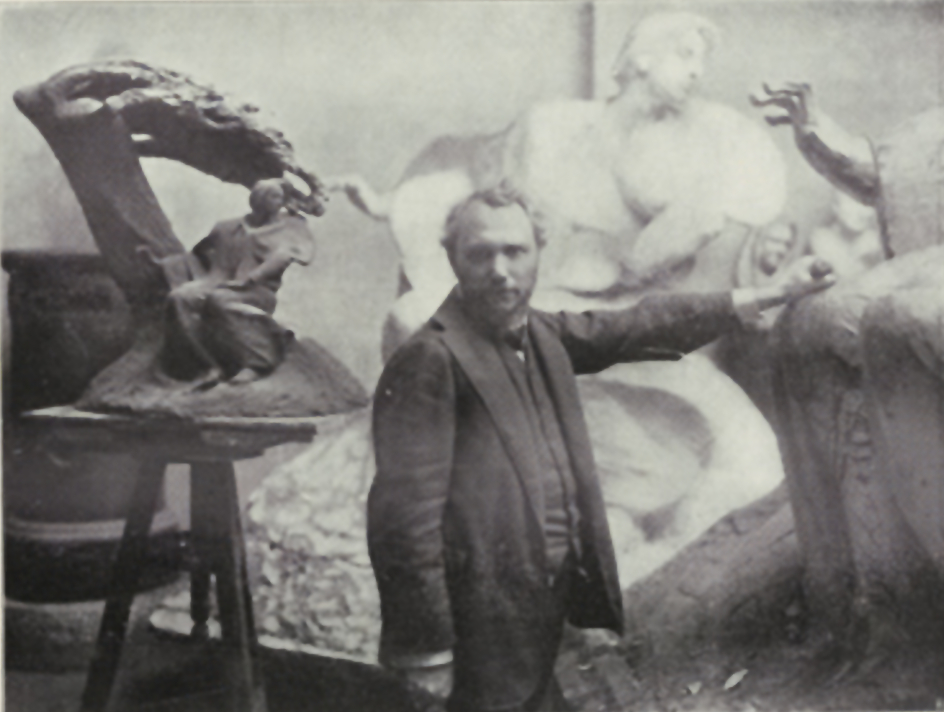
Wacław Szymanowski (1911) in seinem Atelier, links der Entwurf des Chopin-Denkmals

Wacław Szymanowski (* 23. August 1859 in Warschau; † 22. Juli 1930 in Warschau) war ein polnischer Bildhauer und Maler. Weltbekannt ist sein Chopin-Denkmal im Warschauer Łazienki-Park.

## Leben und Werk
Szymanowski studierte von 1875 bis 1879 Bildhauerei und Malerei bei Cyprian Godebski an der École des Beaux-Arts in Paris und daran anschließend bis 1882 an der Akademie der Bildenden Künste München. Dort hatte er ein Malatelier zusammen mit Stanisław Grocholski. Bis 1905 lebte Szymanowski in Paris. Er beschäftigte sich mit Malerei, Zeichnung und Grafik. Sein Interesse lag damals in der Genremalerei mit einem Schwerpunkt bei Bergbewohnern, wie den Huzulen.
Im Jahre 1895 wandte sich Szymanowski ausschließlich der Bildhauerei zu. Seine Gemälde und Skulpturen werden in den Nationalmuseen in Warschau, Krakau und Posen ausgestellt. Neben zahlreichen Grabmonumenten schuf er weithin bekannte Denkmale.
- Chopin-Denkmal in Warschau, der Entwurf von 1909 wurde 1926 aufgestellt. Das Denkmal wurde 1940 von den deutschen Besatzern gesprengt und bis 1958 rekonstruiert. Eine Kopie befindet sich in Hamamatsu, Japan.
- Macierzyństwo (Mutterschaft), Entwurf von 1903, 1929 im Traugutt-Park in Warschau aufgestellt.
- Artur-Grottger-Denkmal in Krakau, Entwurf von 1898, 1903 aufgestellt.
- Juliusz-Słowacki-Denkmale, ein Denkmal nach einem Entwurf von 1905 wurde 1984 in Breslau aufgestellt; ein weiteres Denkmal befindet sich in der St. Stanislaus-Kirche im ukrainischen Kremenez.
- Grabdenkmal für Erazm und Anna Jerzmanowski, Rakowicki-Friedhof in Krakau.
- Grabdenkmal für seinen Vater, Powązki-Friedhof in Warschau.

Im Mai 1923 wurde dem Künstler das Offizierskreuz des Orderu Odrodzenia verliehen. Wacław Szymanowski starb am 22. Juli 1930 im Alter von 70 Jahren und wurde auf dem Rakowicki-Friedhof in Krakau beigesetzt.
Szymanowski war der Sohn des Publizisten und Poeten Wacław Szymanowski (1821–1886) und mit der Amerikanerin Gabriela Turner verheiratet. Der Sohn Wacław Szymanowski (1895–1965) wurde Physiker und Politiker.

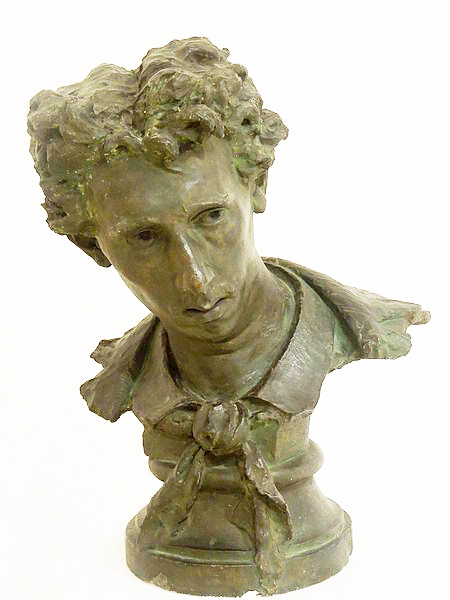
Büste von Teodor Axentowicz (1881)
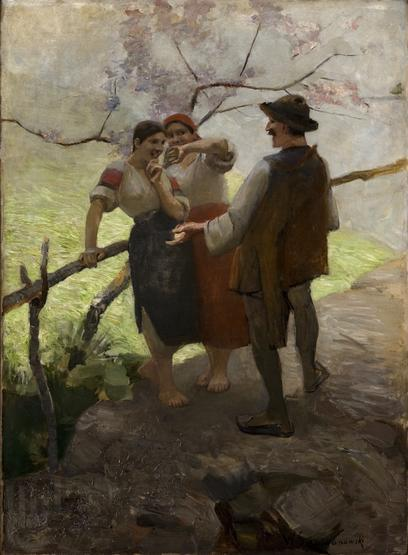
Huzulen im Gespräch (um 1888)
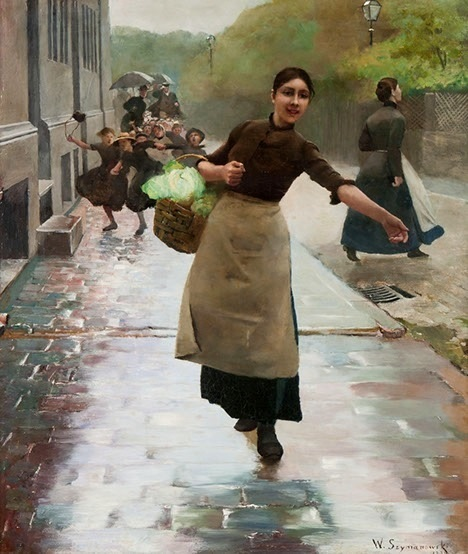
Mädchen beim Einkaufen (1889)
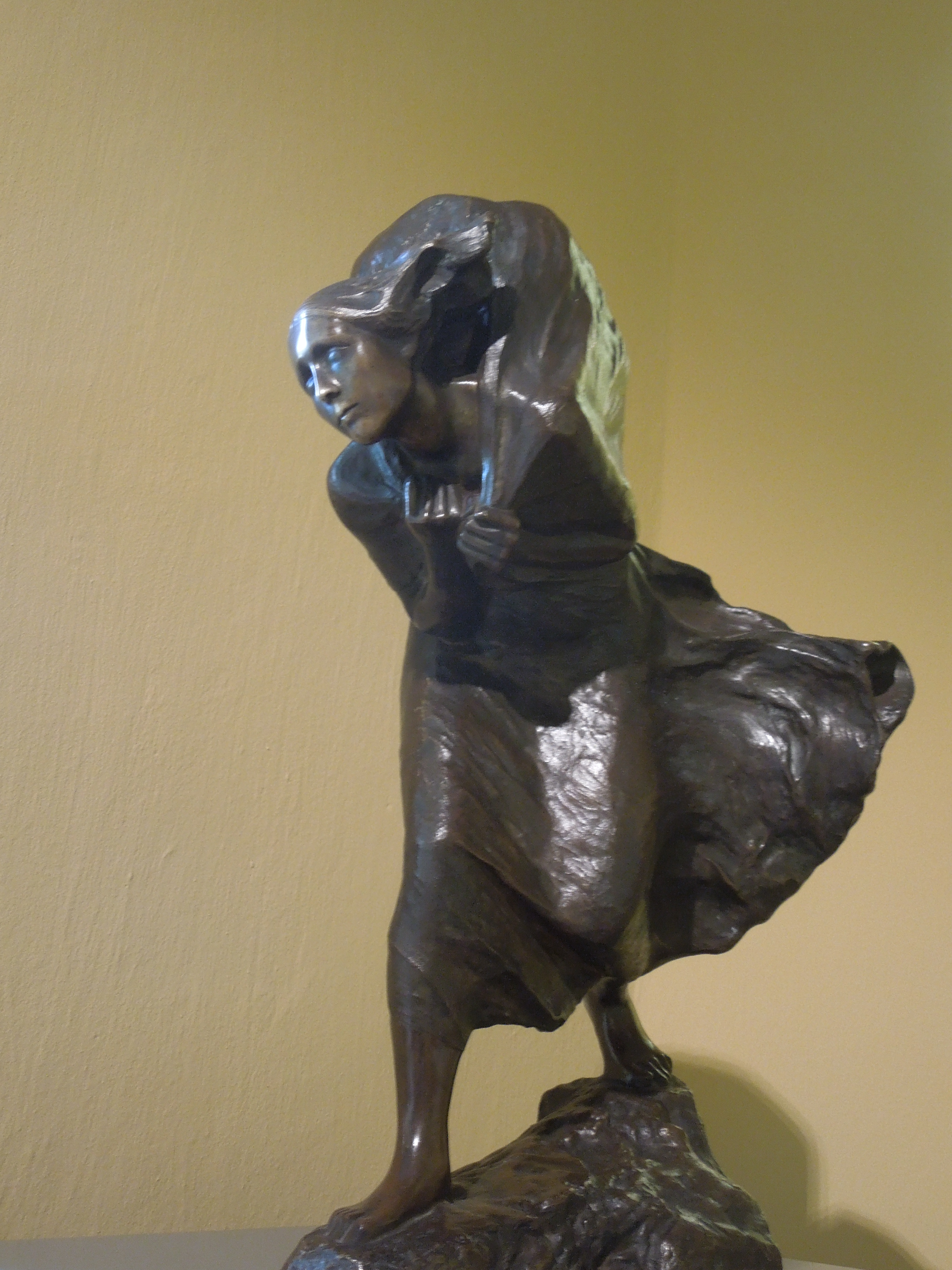
„Wind“ (1899)
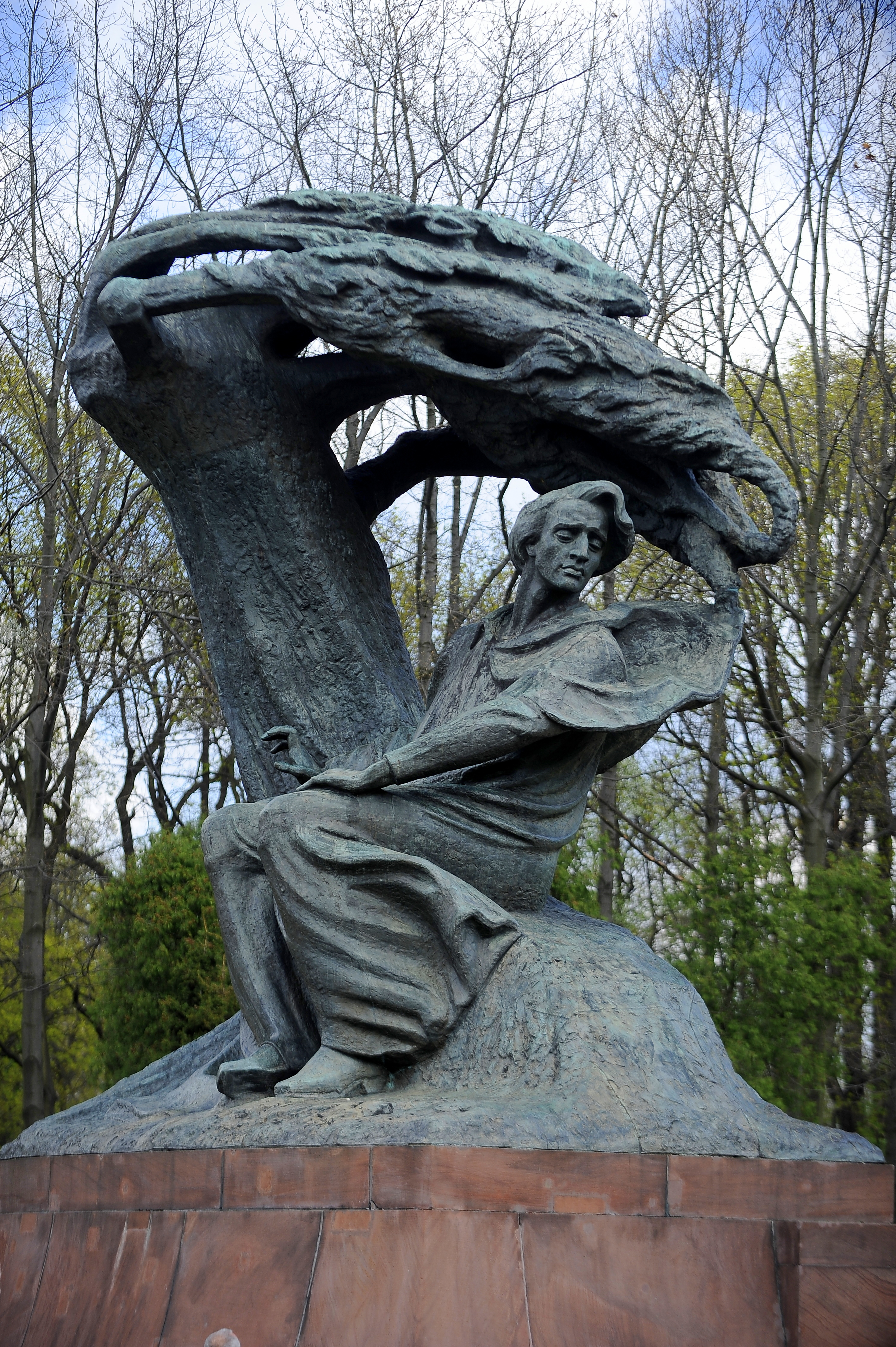
Chopin-Denkmal (1926, 1958)
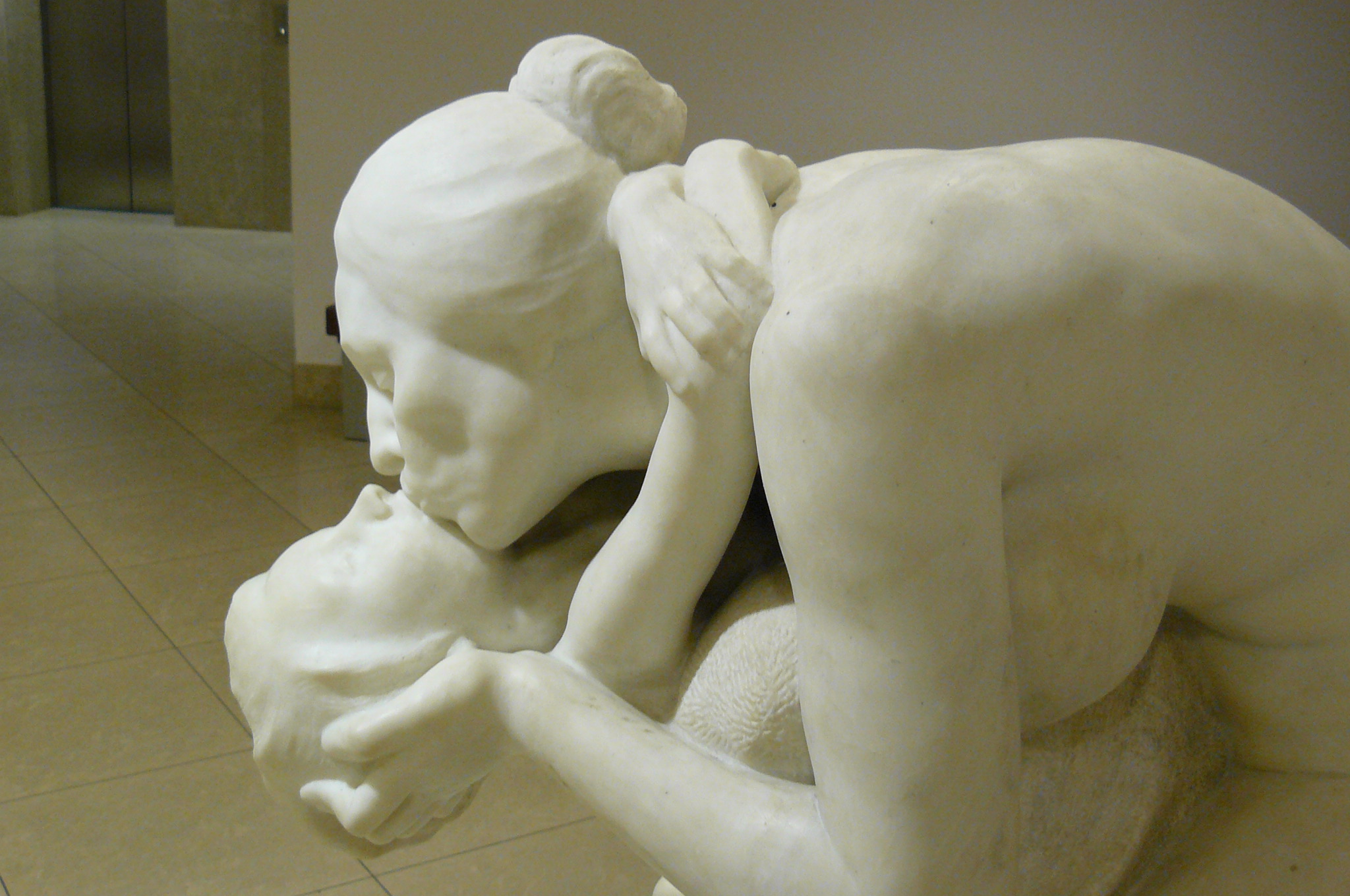
Macierzyństwo, Entwurf von 1903
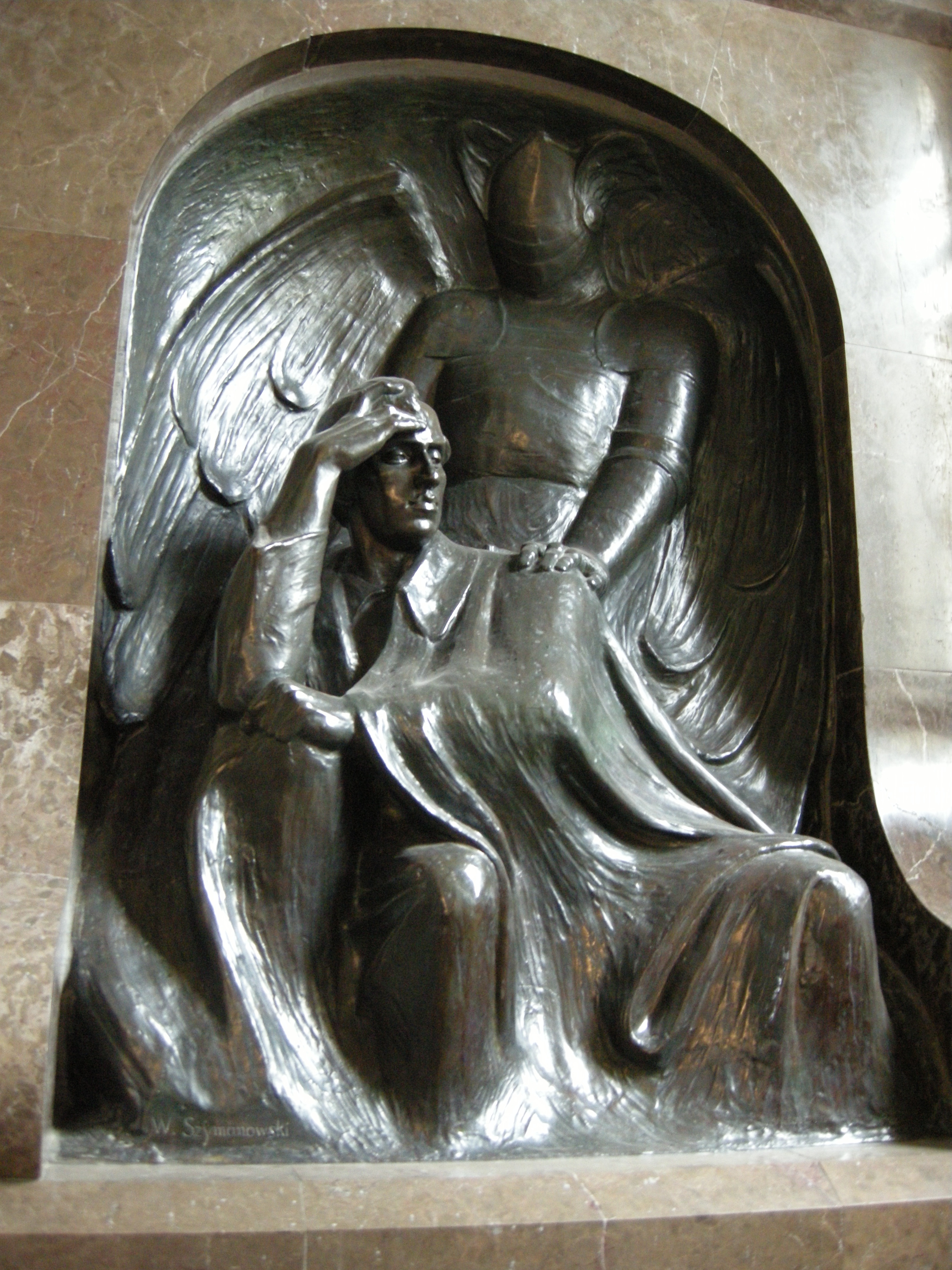
Denkmal für Juliusz Słowacki in Kremenez
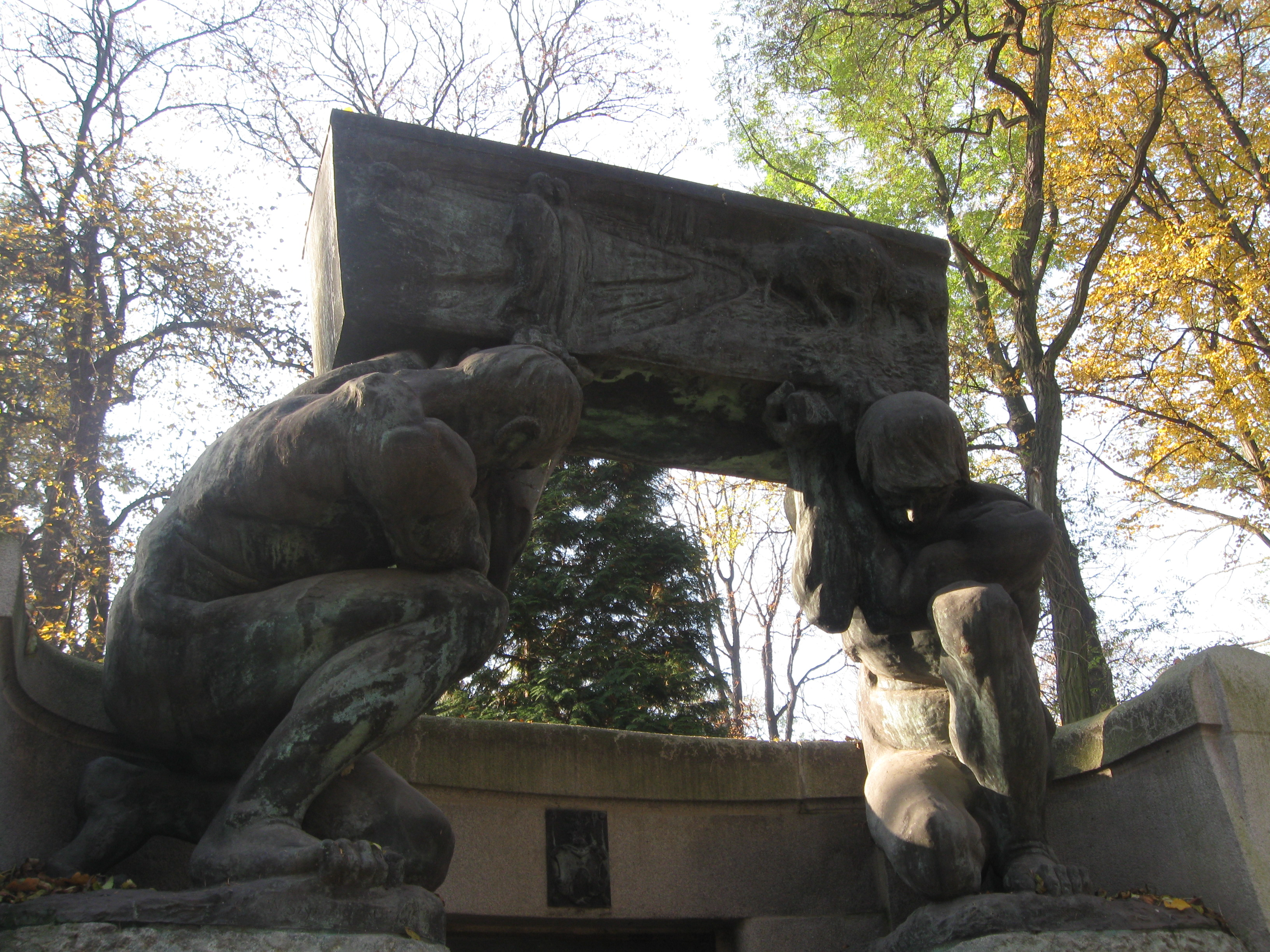
Jerzmanowski-Grab in Krakau
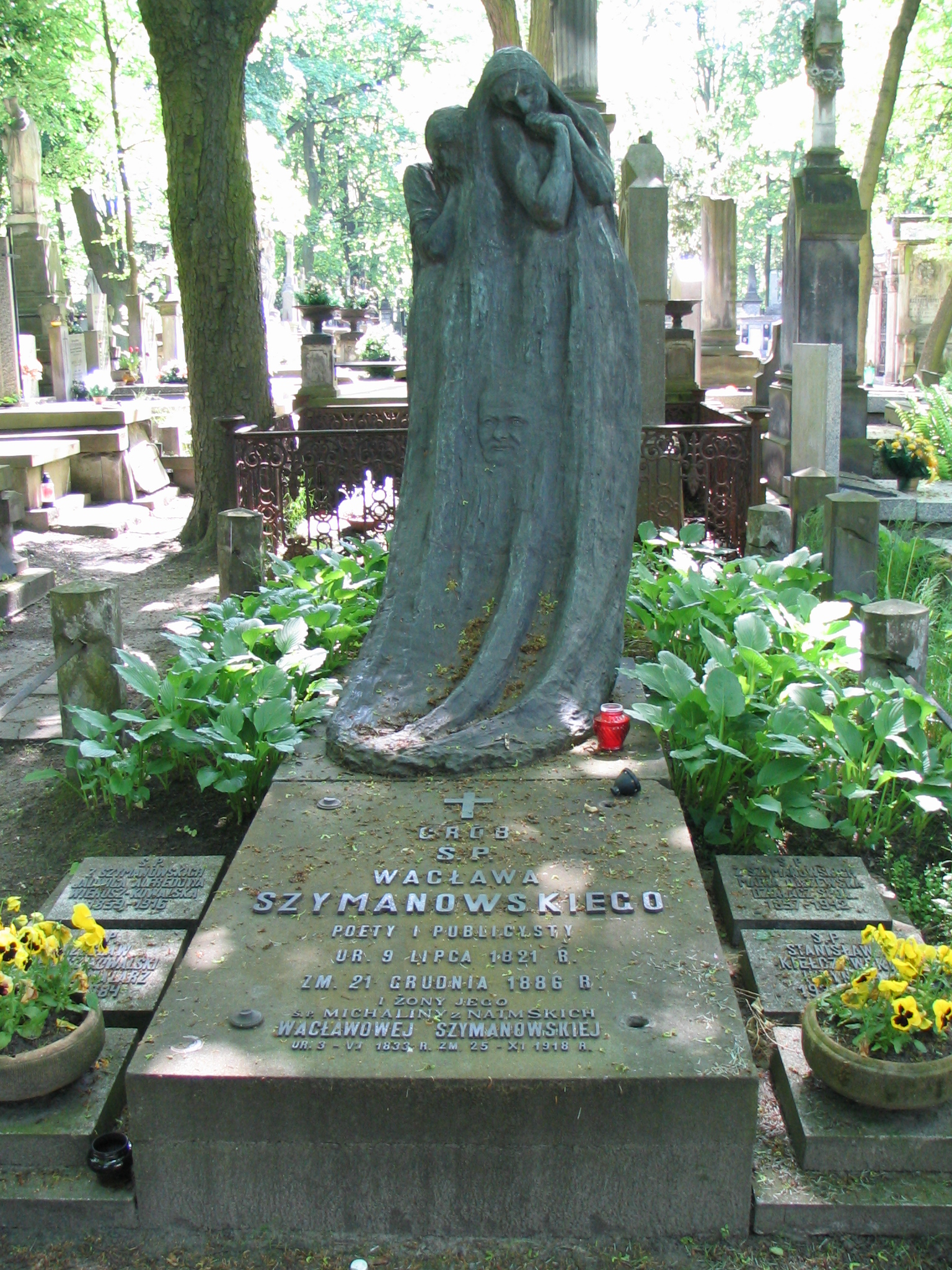
Grabdenkmal für seinen Vater in Warschau
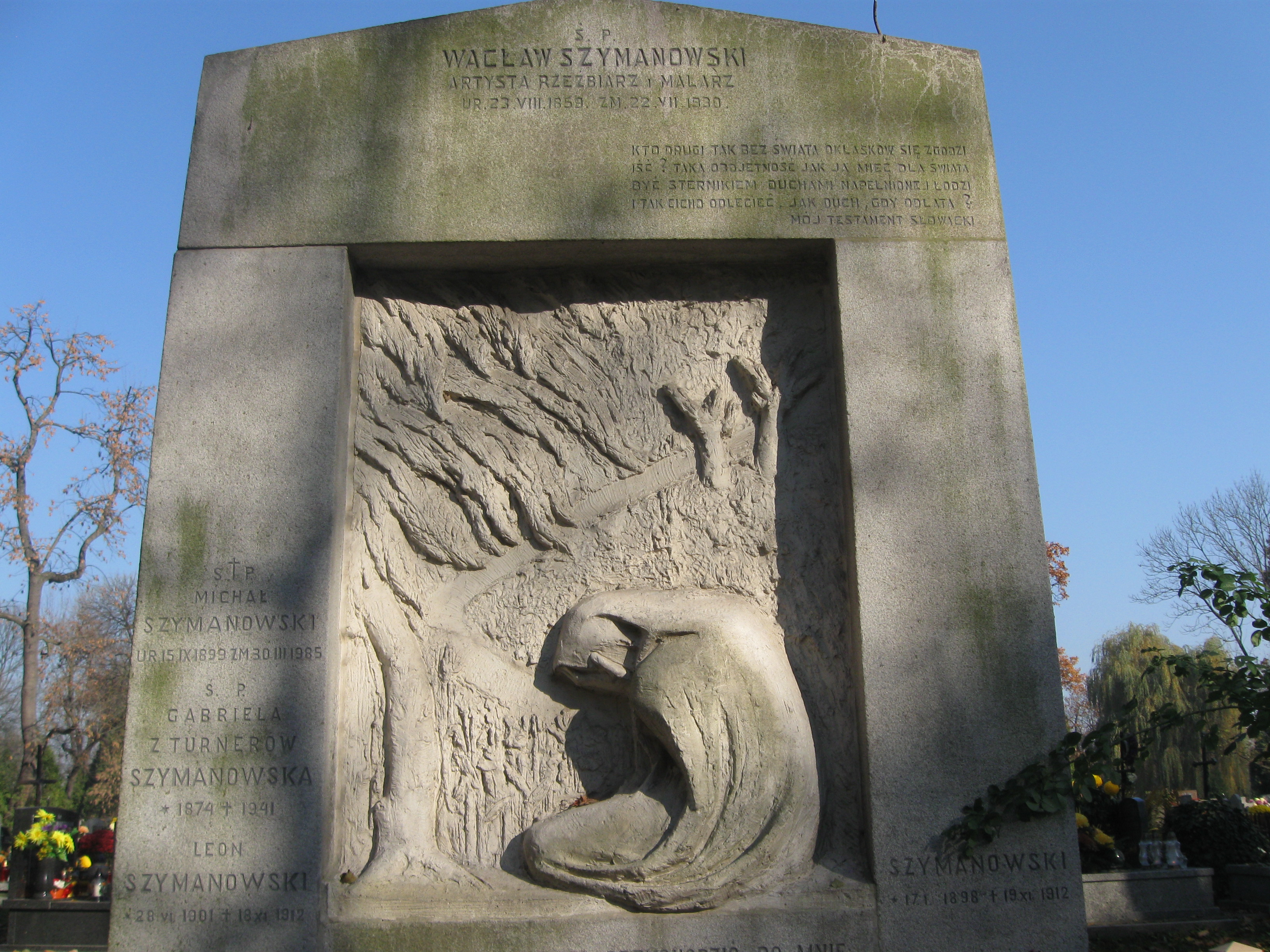
Eigenes Grabdenkmal in Krakau